# Saldinia dasyclada
Saldinia dasyclada är en måreväxtart som beskrevs av Cornelis Eliza Bertus Bremekamp. Saldinia dasyclada ingår i släktet Saldinia och familjen måreväxter. Inga underarter finns listade i Catalogue of Life.